# Owen Roberts

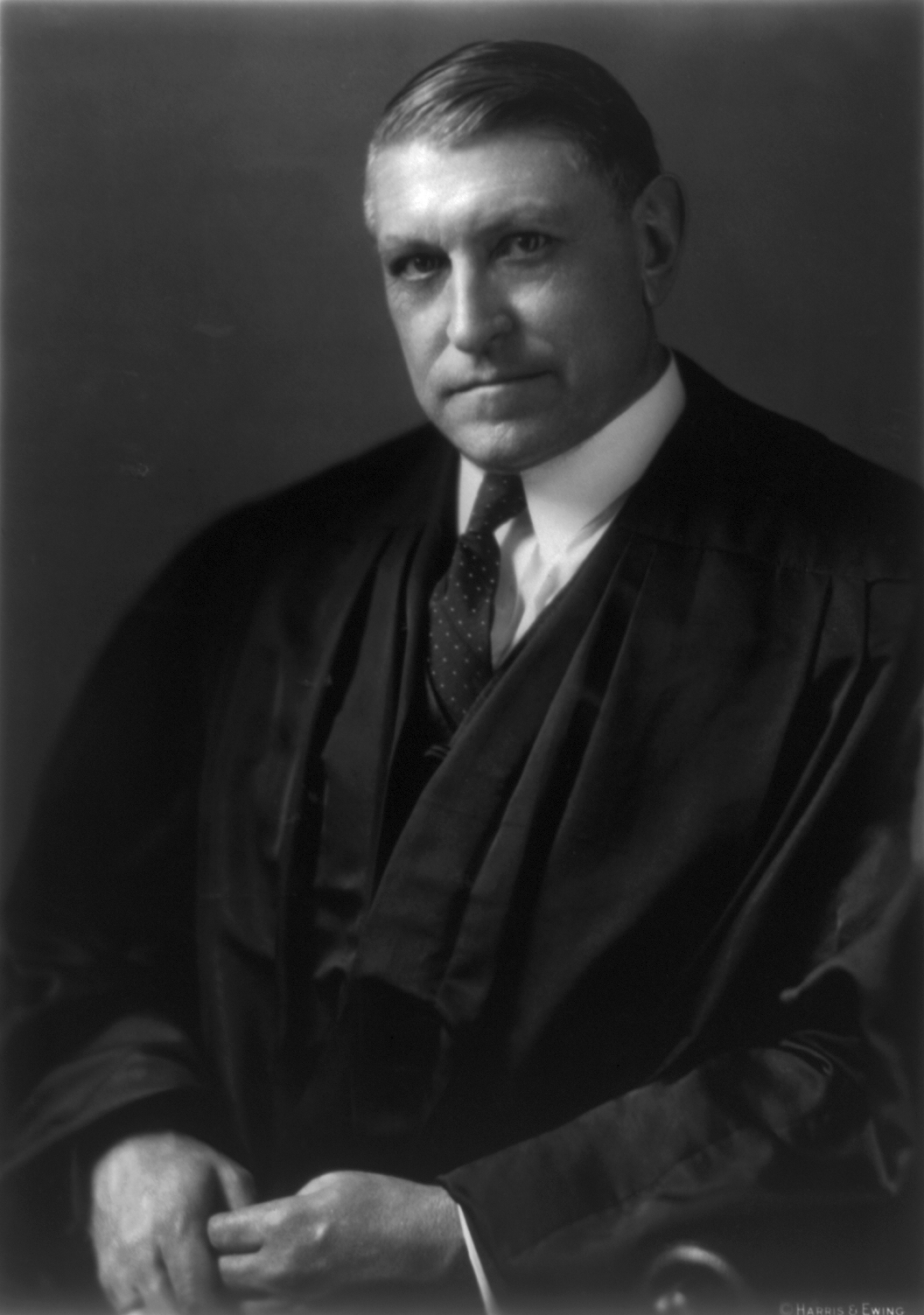
Owen Roberts

Owen Josephus Roberts (* 2. Mai 1875 in Philadelphia, Pennsylvania; † 17. Mai 1955 in West Vincent, Pennsylvania) war ein US-amerikanischer Jurist, der sowohl Richter am Obersten Gerichtshof der USA (US Supreme Court) als auch Dekan der Juristischen Fakultät der University of Pennsylvania war.

## Leben

### Rechtsanwalt und Staatsanwalt
Nach dem Besuch der Germantown Academy studierte Owen Roberts an der University of Pennsylvania und erwarb dort 1895 einen Bachelor of Arts (B.A.). Ein darauf folgendes Studium der Rechtswissenschaften an der dortigen Law School schloss er 1898 ab und wurde auch Mitglied der akademischen Verbindung Phi Beta Kappa. Nach seiner anschließenden anwaltlichen Zulassung war er zuerst als Rechtsanwalt tätig und anschließend von 1901 bis 1904 stellvertretender Staatsanwalt von Philadelphia County. Nach Beendigung dieser Tätigkeit war er zuerst bis 1912 Rechtsanwalt in der Anwaltskanzlei White & White, ehe er 1912 mit Partnern die Kanzlei Roberts & Montgomery gründete und in dieser in den nächsten Jahren praktizierte.
1923 wurde er von US-Präsident Calvin Coolidge zum republikanischen Sonderermittler ernannt, um den Teapot-Dome-Skandal zu untersuchen, bei dem es um die Vergabe von Erdölerschließungsrechten ging. Seine Ermittlungen führten zur Anklageerhebung gegen Albert B. Fall, den Innenminister unter Präsident Warren G. Harding, der schließlich wegen Bestechlichkeit zu einer Freiheitsstrafe verurteilt wurde.

### Richter am US Supreme Court
Am 2. Juni 1930 wurde Roberts, der auch Mitglied der American Philosophical Society war, von US-Präsident Herbert Hoover als Nachfolger von Edward Terry Sanford zum Beigeordneten Richter an den Obersten Gerichtshof der USA berufen. Dabei galt er eigentlich als Verlegenheitslösung, da der von Hoover favorisierte Kandidat für das Amt des Chief Justice, John Johnston Parker, die notwendige Zustimmung im US-Senat um eine Stimme verfehlte. Das Amt eines Associate Justice bekleidete er mehr als 15 Jahre bis zu seinem Rücktritt am 31. Juli 1945.
Roberts war zuletzt der einzige Richter, der nicht von Hoovers Nachfolger Franklin D. Roosevelt ernannt wurde und bildete lange Jahre neben Chief Justice Charles Evans Hughes das „Zünglein an der Waage“, da die Richter James C. McReynolds, George Sutherland, Pierce Butler und Willis Van Devanter als die  sogenannten „Vier Reiter“ den konservativen Flügel bildeten, während die Richter Louis Brandeis, Benjamin N. Cardozo und Harlan Fiske Stone als die „Drei Musketiere“ eher liberale Ansichten vertraten. Seine wechselnden Ansichten führten zu dem Ausspruch „Switch in Time that Saved the Nine“, da sein rechtzeitiges Wechseln zur Sicherung der Entscheidungen der neun Richter des Supreme Court führte.
Zu den bedeutendsten Entscheidungen, an denen er mitwirkte, gehörte die Entscheidung zu den sogenannten „Früchten des vergifteten Baumes“ im Verfahren Nardone v. United States aus dem Jahr 1939. Dieses Grundsatzurteil begründete im US-amerikanischen Recht ein erweitertes Verwertungsverbot für illegal gewonnene Beweise.
Roberts war außerdem Vorsitzender einer Kommission zur Untersuchung der Umstände und Fakten zum Angriff auf Pearl Harbor am 7. Dezember 1941. 1943 leitete er eine erneut Roberts Commission genannte Kommission zum Schutz der Kunstdenkmäler in den Kriegshandlungen.
Nach seinem Rücktritt als Richter und seiner Ablösung durch Harold Hitz Burton wurde er Professor an der University of Pennsylvania und war dort zuletzt zwischen 1948 und 1951 Dekan der dortigen Law School, der juristischen Fakultät. Roberts wurde nach seinem Tod auf dem Saint Andrews Cemetery in West Vincent beigesetzt.